# Тарлагский сумон
Тарлагский сумон, Сумон Тарлагский, Сумон Тарлаг — административно-территориальная единица (сумон) и муниципальное образование со статусом сельского поселения в Пий-Хемском кожууне Тывы Российской Федерации.
Административный центр и единственный населённый пункт сумона — село Тарлаг.

## Инфраструктура
отделение почтовой связи села  Тарлаг
Администрация Тарлагского сумона

## Население
| 2017 | 2018 |
| ---- | ---- |
| 485  | ↗501 |

## Транспорт
федеральная автомагистраль Р257 «Енисей».